# Уссурийский полиграф
Уссурийский полиграф, или полиграф пихтовый, или полиграф белопихтовый (лат. Polygraphus proximus Blandford) — вид жуков-короедов. Опасный инвазивный вредитель-дендрофаг пихты. Его проникновение в таежные экосистемы Сибири и формирование в них очагов массового размножения — уникальный и единственный известный в настоящее время случай крупномасштабной инвазии насекомых в этот регион.

## Распространение
Первичный ареал (естественный). Встречается на Дальнем Востоке, в Северо-Восточном Китае, Корее и Японии. В России отмечен в таких регионах как Хабаровский край, Приморский край, остров Сахалин, Курильские острова.
Вторичный ареал (инвазивный). Вместе с древесным материалом завезён в европейскую часть России и Южную Сибирь (Алтай, Кемеровская область, Красноярский край, Томская область, Хакасия). Обнаружен в Ленинградской и Московской областях, в том числе в Главном ботаническом саду РАН (Москва). В 2022 году зафиксированы факты появления вредителя в Пермском крае.
По состоянию на 2023 год вредитель найден на территориях 18 субъектов Российской Федерации, объединённых по географическому признаку в кластеры (в скобках год обнаружения):
- 2 кластера в европейской части:
  - московский: Москва (2006), Московская область (2006);
  - приволжский: Кировская область (2023), Пермский край (2022), Удмуртская Республика (2019), Республика Татарстан (2019), Республика Башкортостан (2023);
- 4 кластера в азиатской части:
  - уральский: Свердловская область (2023), Челябинская область (2022);
  - приобский: Томская область (2008), Новосибирская область (2011), Кемеровская область (2010), Алтайский край (2012), Республика Алтай (2013);
  - енисейский: Красноярский край (2009), Республика Хакасия (2013);
  - байкальский: Иркутская область (2017), Республика Бурятия (2014).

## Описание
Длина тела взрослых насекомых 2,5—3,3 мм. Тело овально-цилиндрическое, коренастое, тёмно-бурое (голова и переднеспинка почти чёрные, усики и лапки жёлтые; голени и лапки намного светлее, чем бёдра), в густых серовато-желтых или рыжевато-красных чешуйках. Усики и ноги более светлые. Голова короткая и широкая, чёрно-бурая. Жгутик усика 6-члениковый, булавовидный. Булава тупо закруглённая. Глаза разделены на две части. Передний край надкрылий прямой, а основание мелко зазубрено. Надкрылья покрыты мелкими чешуйками. Лапки 5-члениковые. Переднеспинка трапециевидная (боковые стороны непараллельные), широкая и короткая, сужается в сторону к голове. На поверхности переднеспинки множество мелких точек, бугорков и чешуек с волосками. Между самками и самцами отмечен половой диморфизм. У самцов лоб голый с двумя бугорками и выпуклый, а у самок плоский с густыми жёлтыми волосками. Уссурийский полиграф сходен с такими близкими видами как полиграф малый еловый (Polygraphus subopacus, 1—2 мм) и полиграф пушистый (Polygraphus poligraphus, 2—3 мм). Отличается от них числом члеников в усиках (у них пять, а не шесть) и более крупными размерами. По форме тела это самый широкий и короткий представитель вид рода Polygraphus в фауне России.
Основным механизмом дистанционного взаимодействия самок и самцов служат биохимические аттрактанты и звуковые сигналы, издаваемые при непосредственном контакте с помощью стридуляционного аппарата (который развит как у самок, так и у самцов).
Имаго, куколки и личинки зимуют под корой, могут переносить очень низкие температуры (до минус 50 градусов). Взрослые жуки и личинки наблюдаются с апреля по сентябрь, яйца — с мая по июль. Общая продолжительность развития нового поколения около 50 суток. Численность жуков на одном заражённом дереве в очагах инвазии может исчисляться от нескольких сотен до нескольких тысяч особей.

## Значение
Повреждает пихту (разные виды, в первичном ареале это в основном пихта цельнолистная, во вторичном — пихта сибирская), реже ель и кедр. Один из основных факторов, наблюдающегося в последнее время масштабного усыхания сибирских пихтовых лесов. В местах массового размножения жуков наблюдается снижение продуктивности темнохвойных лесов. Это приводит к отрицательным экологическим эффектам (изменяется структура древесного и других ярусов, снижается общее биологическое разнообразие). Жуки живут под корой как в ослабленных и усыхающих деревьях, так и в свежезаготовленной пихтовой древесине и буреломных деревьях местных видов пихт. Самка проникает под кору через проделанное самцом отверстие (он, как правило, первым заселяет дерево и делает брачную камеру), выгрызает два маточных хода и откладывает около 50 яиц. Личинки прогрызают луб и заболонь. Вредоносность короеда усиливается переносимым им фитопатогенным грибом. Дерево усыхает в течение 2—4 лет после первого массового нападения жуков, сопровождаемого проникновением симбионтных офиостомовых грибов (Ophiostomatales), например, таких как пихтовая гросманния или гросманния Аосимы (Grosmannia aoshimae), которые вызывают некроз луба.
На Дальнем Востоке список повреждаемых деревьев включает такие виды как пихта сахалинская (Abies sachalinensis), пихта белокорая (Abies nephrolepis), пихта цельнолистная, или черная (Abies holophylla), пихта Майра (Abies mayriana), маньчжурский кедр (Pinus koraiensis), аянская ель (Picea ajanensis),. В Ленинградской области обнаружен на ели обыкновенной или европейской (Picea abies), а в Московской области на пихте сибирской (Abies sibírica) и пихте бальзамической (Abies balsamea).
По степени повреждения уссурийским полиграфом и стадиям развития выделяют 6 категорий состояния дерева: 1) здоровое дерево (не атаковано полиграфом), 2) ослабленное (атаковано, но не заселено), 3) сильно ослабленное (от второй категории отличается видимыми входными отверстиями полиграфа на коре), 4) усыхающее (заселено полиграфом, хвоя в нижней части кроны рыжая), 5) свежий сухостой (вся хвоя мёртвая, красная), 6) старый сухостой (кора мёртвая, хвоя и часть веток осыпались, на коре многочисленные вылетные отверстия полиграфа).

## Враги
Среди естественных врагов отмечены около тридцати видов насекомых, в том числе перепончатокрылые из семейства Pteromalidae — хальциды Dinotiscus eupterus и Roptrocerus mirus (личиночные паразиты). Эти два вида энтомофагов заражают 13 и 6 % личинок полиграфа, соответственно. Из двукрылых хищников зафиксированы мухи из семейства Dolichopodidae — короедница Medetera penicillata. Одна личинка этого двукрылого насекомого может уничтожить более десяти личинок и куколок уссурийского полиграфа. Среди хищников в Западной Сибири отмечены дятлы, серые мухоловки, жуки-стафилиниды, муравьежуки (Thanasimus, Cleridae), рыжие лесные муравьи (Formica rufa) и чёрные садовые (Lasius niger), однако их роль незначительна.

## Систематика
Вид был впервые описан в 1894 году британским энтомологом Уолтером Блендфордом (Walter F.H. Blandford) по материалам из Японии. Описанные впоследствии таксоны Polygraphus abietis Kurentsov, 1941 и Polygraphus horyurensis Murayama, 1937 признаны синонимами уссурийского полиграфа. Наибольшим сходством с уссурийским полиграфом обладают такие виды, как малый еловый полиграф (Polygraphus subopacus, но он мельче), пушистый полиграф (Polygraphus poligraphus, более узкий), большой еловый полиграф (Polygraphus punctifrons, с более грубой пунктировкой переднеспинки), плодовый полиграф (Polygraphus grandiclava, усики и ноги темнее). Включён в состав группы жуков-короедов (Scolytinae), которые в последнее время рассматривается в качестве подсемейства в составе семейства долгоносиков (Curculionidae).